# Fitien
Fitien är en ort i Burkina Faso.   Den ligger i regionen Boucle du Mouhoun, i den centrala delen av landet, 160 km sydväst om huvudstaden Ouagadougou. Fitien ligger 310 meter över havet och antalet invånare är 511.
Terrängen runt Fitien är huvudsakligen platt. Fitien ligger uppe på en höjd. Närmaste större samhälle är Nanano, 10,4 km nordväst om Fitien.
Omgivningarna runt Fitien är en mosaik av jordbruksmark och naturlig växtlighet. Runt Fitien är det ganska glesbefolkat, med 45 invånare per kvadratkilometer.